# Значение Иерусалима в религии

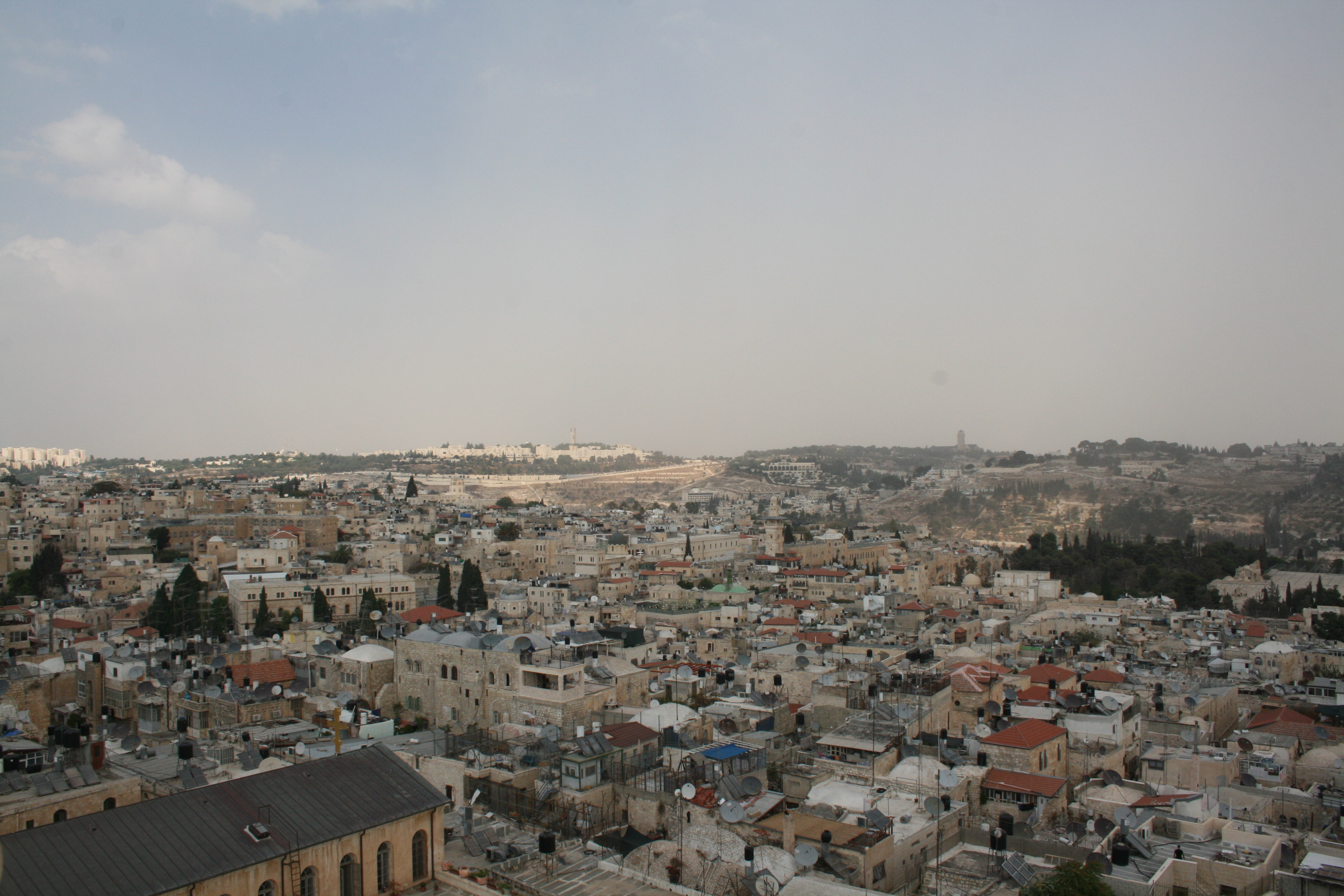
Вид на северо-восточную часть Иерусалима, из Церкви Христа Искупителя.

Несмотря на площадь, составляющую всего 0,9 км², Старый город Иерусалима является местом нахождения многих объектов основополагающей религиозной значимости. Святынями для евреев является Храмовая гора и её Западная стена («Ко́тель»); для мусульман — мечети на Храмовой горе (религиозный архитектурный комплекс Аль-Харам аль-Шариф), а для христиан всех конфессий — Храм Воскресения Христова (Храм Гроба Господня) и множество церквей, возведённых там, где ступала нога Иисуса. В Годовом статистическом сборнике Иерусалима 2000 года перечислены находящиеся в пределах города 1204 синагоги, 158 церквей и 73 мечети.
В результате, Иерусалим имеет совершенно особый статус для приверженцев авраамических религий, как место расположения святынь иудаизма, христианства и ислама. Иерусалим является святым городом для иудаизма на протяжении примерно 3000 лет, для христианства — около 2000 лет, и для ислама — приблизительно 1400 лет. Святым местом, общим для всех трёх религий, является Храмовая гора. Несмотря на усилия, прилагаемые для поддержания мирного религиозного сосуществования, такие объекты, как Храмовая гора, являются постоянным источником трений и противоречий.

## Иерусалим в иудаизме

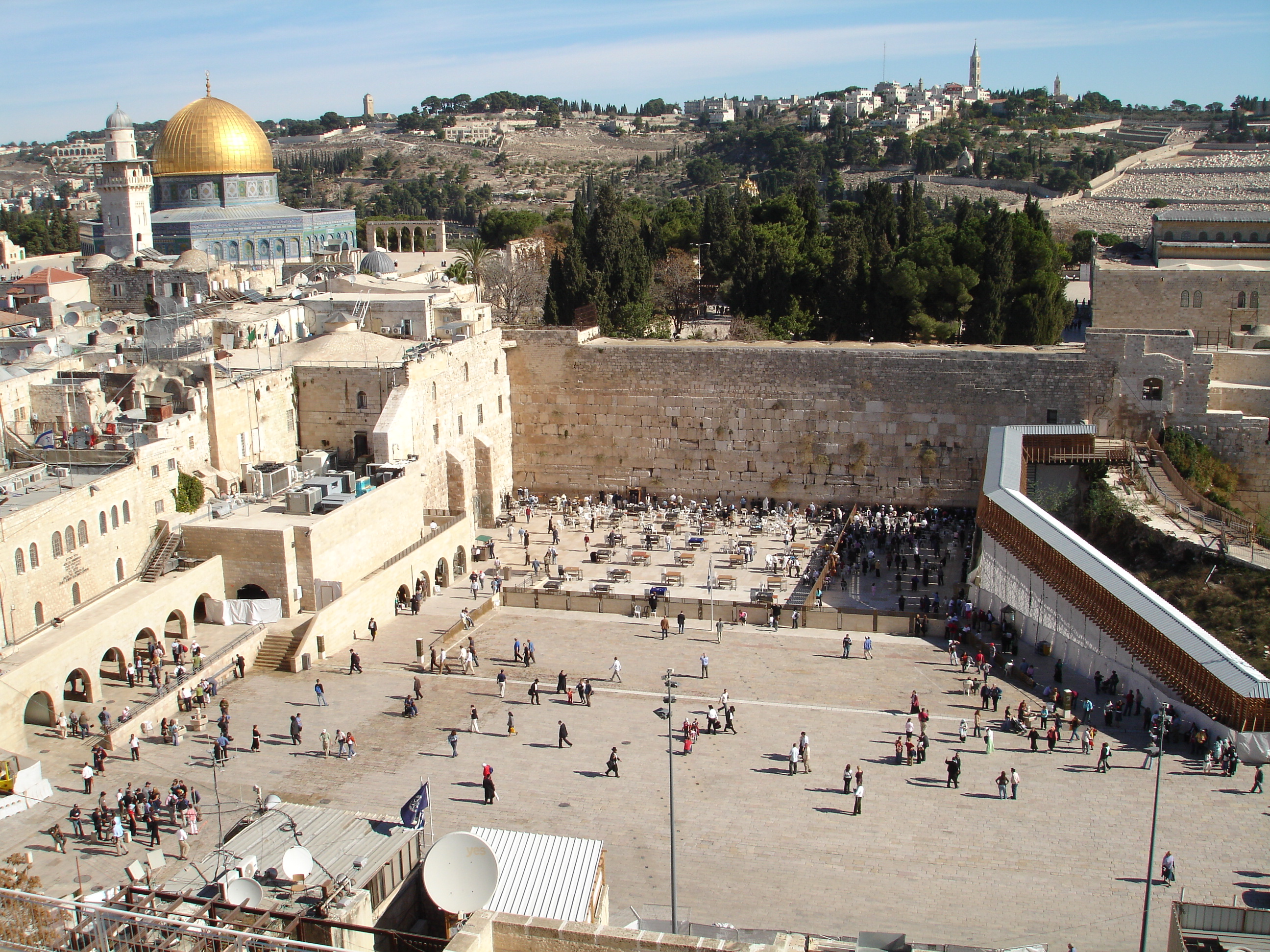
Западная стена, или Котель

Иерусалим является самым святым городом, городом предков, духовной родиной и центром еврейского народа с X в. до н. э. — с того момента, как царь Давид провозгласил его своей столицей (столицей объединённого Израильского царства).
Согласно еврейской традиции, это — место, где Божественное присутствие наиболее полно проявляется в нашем мире. Наиболее святым местом в Иерусалиме является Храмовая гора. Здесь находится камень, с которого началось основание мира. В период классической античности Иерусалим считался центром мира, в котором обитает Бог.
| «            | Бог сказал: возьми сына твоего, единственного твоего, которого ты любишь, Исаака; и пойди в землю Мориа [Иерусалим] и там принеси его во всесожжение на одной из гор [Храмовая гора], о которой Я скажу тебе." | » |
| — Бытие 22:2 | |   |

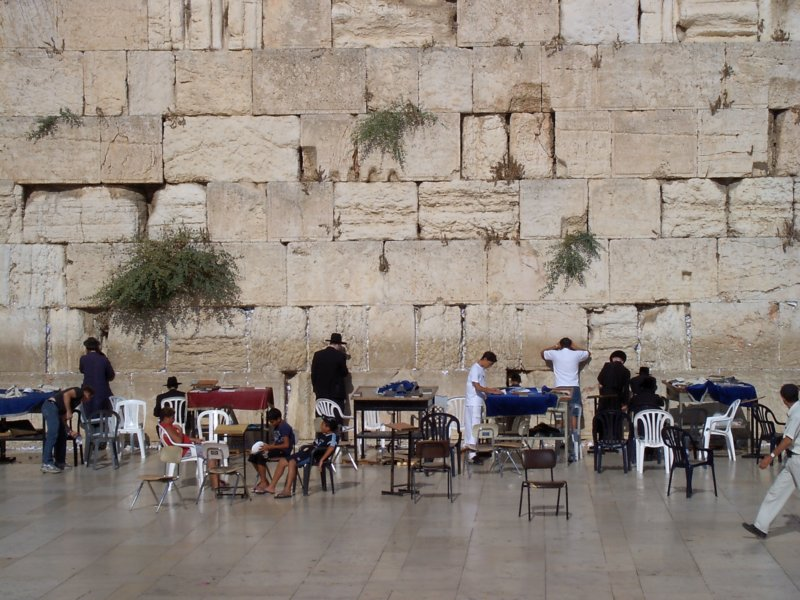
Западная стена

Иерусалим давно укоренён в еврейском религиозном сознании. Евреи изучали и проецировали на себя борьбу царя Давида за овладение Иерусалимом и его стремление построить там еврейский храм, как то описано в Книге Самуила и Псалтыри. Многие из стенаний Давидовых об Иерусалиме стали частью популярных молитв и песен. Синагоги по всему миру традиционно строят со Святым Ковчегом, обращённым в сторону Иерусалима, а Ковчеги в самом Иерусалиме обращены к Святая святых. Евреи верят, что в будущем восстановленный Иерусалимский храм станет центром богослужения и просвещения для всего человечества, и, следовательно, Иерусалим станет духовным центром мира.
Город имеет особый статус в еврейском религиозном законе. Маасэр шени[неизвестный термин], реваи[неизвестный термин] и бикурим (первые плоды) должны съедаться в Иерусалиме. Любое увеличение размеров города для этих целей должно быть согласовано Синедрионом. По завершении Седер Песах и службы на Йом Киппур, вне Иерусалима, произносятся слова «На следующий год — в Иерусалиме». В самом Иерусалиме, Седер Песах может завершаться словами «В следующем году — в Иерусалиме, возрождённом» — вероятно, имея в виду Храм, разрушенный два тысячелетия назад. Успокаивая горюющего, евреи произносят «Да утешит тебя Бог среди всех горюющих по Сиону и Иерусалиму».

### В еврейских религиозных текстах
В первом разделе Танаха (еврейского священного писания) — Торе, или Пятикнижии — Иерусалим не упомянут. Вместо этого для обозначения Иерусалима применяется формула «место, которое изберёт Бог». Маймонид цитирует различные причины, почему это так — и первая из них состоит в том, что если бы народы мира узнали, что этому месту предназначено стать центром высочайших религиозных идеалов, то они оккупировали бы его, чтобы не позволить евреям когда бы то ни было получить над ним контроль.
Самая ранняя традиция, связанная с Иерусалимом, утверждает, что Адам, — первый человек, — был создан из того же самого участка земли, на котором в будущем предстояло появиться алтарю Иерусалимского Храма. После исторжения из Эдемского сада он вернулся на это место, чтобы принести жертву Богу; считается, что всю свою жизнь Адам прожил в Иерусалиме. Каин и Авель также возложили свои приношения на этот Алтарь. Иерусалимский Алтарь оставался неизменным святилищем, у которого все народы могли совершать богослужения, вплоть до его разрушения потопом. После потопа Ной восстановил его. Библия указывает, что Ной благословил своего сына Сима — это означало, что Иерусалим будет включён в наследство последнего. Сим и его потомки жили в Иерусалиме и основали там академию, где преподавалось слово Божье. Когда город стал достаточно велик, чтобы нуждаться в правительстве, Сим был коронован царём и получил титул «Малхи-Цедек». Цедек, означающее «праведность» — термин, применявшийся для обозначения Иерусалима.
В древние времена город был разделён — «Нижний город» располагался на востоке и «Верхний город» — на более высокой возвышенности к западу. Восточная часть называлась Салем, в то время как верхняя, включавшая местонахождение Алтаря и отождествляемая с Храмовой горой в Иерусалиме, называлась Землёй Мориа. Через 340 лет после потопа Ханаанейские племена начали вторжение в Святую землю, Амореи оккупировали западный Верхний город и впоследствии разрушили Алтарь. Сим и его народ сохранили за собой контроль над Нижним городом и поддерживали там деятельность академии. В некоторых легендах говорится, что маленьким ребёнком Авраам отправился в Иерусалим, чтобы изучать традицию с Ноем и Симом. Позже Бог велел Аврааму покинуть Месопотамию и вернуться в Землю Обетованную. После того, как Авраам победил в войне, в которую был втянут, Сим благословил его. Вскорости после этого восточный Иерусалим — Салем — начал переходить под господство филистимлян, оккупировавших этот регион. Чтобы достичь мира с ними, Авраам отправился на переговоры с их царём Авимелехом, который уверил его, что академия Сима находится в безопасности. Когда был рождён сын и наследник Авраама Ицхак, Авимелех обратился к Аврааму, чтобы заключить завет между ними. Договором предусматривалось, что до тех пор, пока хоть один потомок Авимелеха населяет страну, ни один потомок Авраама не предпримет войны против него. Этому завету предстояло в будущем стать причиной того, что израэлиты не захватили восточную часть Иерусалима.
Приказав Аврааму принести в жертву своего сына, Бог направил их на Морию. Когда Аврааму стало ясно, на каком месте стоял Алтарь, он восстановил его и приготовился принести Исаака в жертву на нём. Там он говорил с Богом. Именно после того, как он прошёл это последнее испытание, он занял место Сима в качестве Священника Алтаря на горе Мориа. Авраам назвал это место «Йира» или «Йиру» («Йеру»), что означает «благоговение». Когда это название соединилось с наименованием восточной части города, город получил своё нынешнее имя ЙеруСалим, что понимается как «абсолютное благоговение перед Богом». Сразу же после этого Авраам купил Пещеру Патриархов в Хевроне у Ефрона Хеттеянина, заключившего с Авраамом договор о том, что его потомки не отнимут у хеттеян город Иерусалим силой. В результате западная часть города была, в конечном счёте, куплена израэлитами у потомков Ефрона.
В позднейших частях Танаха Иерусалим явным образом упомянут 669 раз; Сион, обычно означающий «Иерусалим» (иногда — «Земля Израильская») — упомянут 154 раза. Согласно библейской традиции, Давид завоевал город у иевусеев. Им же был приобретен участок земли, где располагается Храмовая гора; здесь Давид установил жертвенник, а впоследствии — в 960 году до н. э. — его сын, царь Соломон, воздвиг Первый Храм. Эти события, знаменующие основание города и охватывающие период времени вокруг точки начала 1 тысячелетия до н. э., обрели ключевое символическое значение для еврейского народа.
В Талмуде связь евреев с городом проработана с великой тщательностью. Например, в Псалтыри, которая часто читается и заучивается евреями на протяжении столетий, сказано:

- "У рек Вавилонских там мы сели и заплакали, когда вспомнилось нам о Сионе … Ибо там спросили нас пленившие нас о словах песен и уведшие нас — о пении: «Пропойте нам из песен Сионских. Как споём мы песнь Господню на земле чужой? Если забуду тебя, Иерусалим, пусть забыта будет десница моя! Пусть прилипнет язык мой к гортани моей, если не вспомню тебя, если не поставлю Иерусалима в самом начале веселья моего. Вспомни, Господи, сынов Эдома в день Иерусалима, говорящих: „Разоряйте, разоряйте до оснований его“. Дочь Вавилона злосчастная, блажен, кто воздаст тебе возмездие твоё, которым ты воздала нам. Блажен, кто схватит и разобьёт младенцев твоих о камень!» (Псалом 137:1-9)
- «Боже, пришли народы в удел Твой, осквернили храм святой Твой, превратили Иерусалим в руины; отдали тела рабов Твоих на съедение птицам небесным, плоть преданных Тебе — диким зверям; как воду лили кровь их вокруг Иерусалима». (Псалом 79:1-3)
- «…О Иерусалим, Иерусалим, устроенный как город, слитый в одно … Просите мира Иерусалиму …» (Псалом 122:2-6)
- «Горы окрест Иерусалима, а Господь окрест народа Своего отныне и вовек» (Псалом 125:3);
- «Господь созидает Иерусалим, собирает изгнанников Израиля … Хвали, Иерусалим, Господа; хвали, Сион, Бога твоего» (Псалом 147:2-12)

Также Иерусалим множество раз упоминается в Мишне и других более поздних еврейских литературных источниках.
В раввинической литературе содержатся тысячи ссылок на Иерусалим. Некоторые из них представлены в следующих цитатах:

- Тот, кто молится, находясь в Стране Израиля, должен обратить своё сердце к Иерусалиму … Тот, кто молится в Иерусалиме, обращает своё сердце к Храму … Тот, кто молится в Иерусалиме, обращает своё сердце к Храму… — Брахот 27a
- Почему плодов Гиносара не найти в Иерусалиме? Так, чтобы не сказали паломники: «Если бы обязанностью нашей было лишь вкушать плоды Гиносара в Иерусалиме, этого было бы достаточно» — Псахим 8b
- В будущем Тот, кто свят, распространит Иерусалим до таких пределов, что лошадь сбежит и хозяин её сможет вновь обрести её [оставаясь по-прежнему в пределах города] — Псахим 50a
- Иерусалим не был разделен между коленами — Йома 12a
- Змея или скорпион никогда не жалили никого в Иерусалиме — Йома 21a
- Тот, кто не видел Иерусалима в его красе, не видел прекрасного города в своей жизни. — трактат Сукка 51b
- 10 кавов красоты спустили в мир, 9 взял Иерушалаим — Нашим 49b
- Иерусалим есть свет мира — Берешит Раба 59
- Иерусалим не будет восстановлен, пока не будут в нём собраны изгнанники — Танхума Ноах 11
- Земля Израильская помещена в центре мира, а Иерусалим помещён в центре Земли Израильской — Танхума Кдошим 10
- Почему не создал Вездесущий тёплых источников в Иерусалиме, подобно таковым в Тверии? Так чтобы не сказал человек: «Поднимемся же в Иерусалим, для того чтобы искупаться» — Сифре Бехаалотеха 89
- Нет красоты, как красота Иерусалима — Авот де-рабби Натан 28
- Нашим предкам в Иерусалиме было дано десять чудес —  Авот де-рабби Натан 35
- «Из всех твоих колен» — это сказано об Иерусалиме, потому что весь Израиль един в нём —  Авот де-рабби Натан 35
- Будущее Иерусалима — соберутся в нем все народы и все правительства —  Авот де-рабби Натан 35
- Каждый, кто молится в Иерусалиме — это как если бы он молился пред троном славы, потому что врата рая находятся там — Пиркей де-рабби Элиезер 35
- В воздаяние Иерусалиму, Я разделил море для них — Ялкут Шимони Исайя 473
- В будущем окрестности Иерусалима будут наполнены драгоценными камнями и бриллиантами, и весь Израиль придёт и возьмёт их — Ялкут Шимони Исайя 478
- Со дня, когда Иерусалим был разрушен, Бог не испытывает радости, покуда не восстановит Он Иерусалима и не вернёт Израиль в него — Ялкут Шимони Плач 1009

### В молитве
Ежедневные молитвы в иудаизме содержат бесчисленные ссылки на Иерусалим. В частности, — как предписано в Мишне и формализовано в Шулхан Арух, — молитва Амида, в обычные дни недели читаемая трижды, должна произноситься (евреями всего мира, находящимися вне Иерусалима), обернувшись лицом в сторону Иерусалима и Храмовой горы. У многих евреев на стенах домов повешены таблички «Мизрах», указывающие направление молитвы. В амиде содержится следующее обращение:
«И в Иерусалим, город Твой, по милосердию Своему возвратись, и обитай в нем, как обещал Ты; и престол раба Твоего Давида поскорее в нем утверди; и отстрой [Иерусалим] в скором времени, в наши дни, навечно. Благословен Ты, Господь, строитель Иерусалима!… И да увидим мы своими глазами, как вернешься Ты, по милосердию своему, в Сион. Благословен ты, господь, возвращающий свою шхину в сион!».
В благословении после еды, произносимом после вкушения пищи, употребляемой с хлебом, говорится следующее:
«Смилуйся, Господь Бог наш … над городом Твоим — Иерусалимом, над Сионом, где обитает Слава Твоя, над царством дома Давида, помазанника Твоего, и над великим и святым Храмом, названным Твоим Именем. … И отстрой Иерусалим, святой город, вскоре, в наши дни.
Благословен Ты, Господь, отстраивающий в милосердии Своем Иерусалим. Амен».
После вкушения лёгкой пищи, в благодарственном благословении говорится:
«Смилуйся, Господь Бог наш … над городом Твоим — Иерусалимом, над Сионом, где обитает Слава Твоя, и над Алтарем Твоим, и над Храмом Твоим. И отстрой Иерусалим, святой город, вскоре, в наши дни и приведи нас туда и возвесели нас его восстановлением, и позволь нам вкусить от плодов его, и возрадоваться от добродетели его, и мы будем благословлять Тебя за него в святости и чистоте».

### Иерусалимский Храм
Первый Храм был разрушен в 586 г. до н. э. царём Вавилона Навуходоносором. После завоевания Вавилона персами евреи вернулись из плена и построили Второй Храм, просуществовавший свыше 400 лет. Прозвище «святой город» (עיר הקודש, транслитерация ‘ир хакодэш) было, вероятно, присвоено Иерусалиму в пост- вавилонский период.
Второй Храм был полностью перестроен царём Иродом (34—7 гг. до н. э.). Иерусалимский храм, который был одним из самых великолепных сооружений своего времени, стал символом Иерусалима, олицетворением его мощи и величия. Величайшая еврейская святыня была полностью разрушена в 70 году римским полководцем (впоследствии императором) Титом. Сегодня Западная стена — остаток подпорной стены Храмовой горы — является святым местом для евреев, уступающим только Святая святых на самой Храмовой горе.
Иерусалимский храм в древности был центром иудейского мира. На храмовой территории располагался управлявший нацией Санхедрин. Храмовая служба являлась центром празднования Рош Ха-Шана и Йом Киппур. Храм был центром Трёх паломнических праздников — а именно, Песаха, Шавуот и Суккот, когда всем евреям вменялось в обязанность собираться в Иерусалиме. В Иерусалиме соблюдались специальные законы касательно «четырёх видов» (растений) на Суккот и шофара на Рош Ха-Шана. Каждые семь лет все евреи должны были собираться в Храме, чтобы слушать чтение Торы царём (заповедь хахель). Сорок девять дней отсчёта Омера являются напоминанием о жертве Омера, которая приносилась в Храме ежедневно между Песахом и Шавуот. Восьмидневный праздник Ханука отмечает повторное освящение Второго Храма после его осквернения Антиохом IV.
Маймонид приводит перечень установлений, относившихся к Иерусалиму в период Храма: мёртвое тело должно быть удалено из пределов города до наступления следующего утра; в город не должны вноситься человеческие останки; находящиеся в нём дома не должны сдаваться в аренду; не гарантируется право жительства «гер тошав»[неизвестный термин]; не ведутся погребальные архивы — за исключением Дома Давидова и Дома Хульды, каковые существуют с древних времён; запрещена посадка садов и фруктовых деревьев; запрещены сев и пахота из-за риска снижения урожая; деревья не сажаются, за исключением розовых садов, существующих с древних времён; запрещены свалки мусора из-за угрозы заражения паразитами; балки и балконы не могут нависать над общественными пространствами; печи с дымоходами запрещены из-за дыма; запрещено выращивать цыплят.

### Традиции, установленные в воспоминание Храма и Иерусалима
В воспоминание о разрушении Храма отмечаются многие праздничные дни, включая Девятое ава, Десятое тевета и Семнадцатое тамуза.
Некоторые еврейские группы соблюдают в воспоминание об Иерусалиме несколько традиций. Ко лбу еврейского жениха, прежде чем он отправляется, чтобы стать под свадебным балдахином, прикасаются крохотным количеством пепла. Это символически напоминает ему о том, чтобы он не позволял своему веселью быть «превыше» непреходящей необходимости помнить о разрушении Иерусалима. Хорошо известная традиция разбивания женихом стакана, по завершении церемонии бракосочетания, пяткой своего ботинка — также связана с темой оплакивания Иерусалима. Некоторые соблюдают традицию прочтения женихом предложения из псалмов: «Если забуду тебя, Иерусалим, пусть забыта будет десница моя» (Псалмы 137:5).

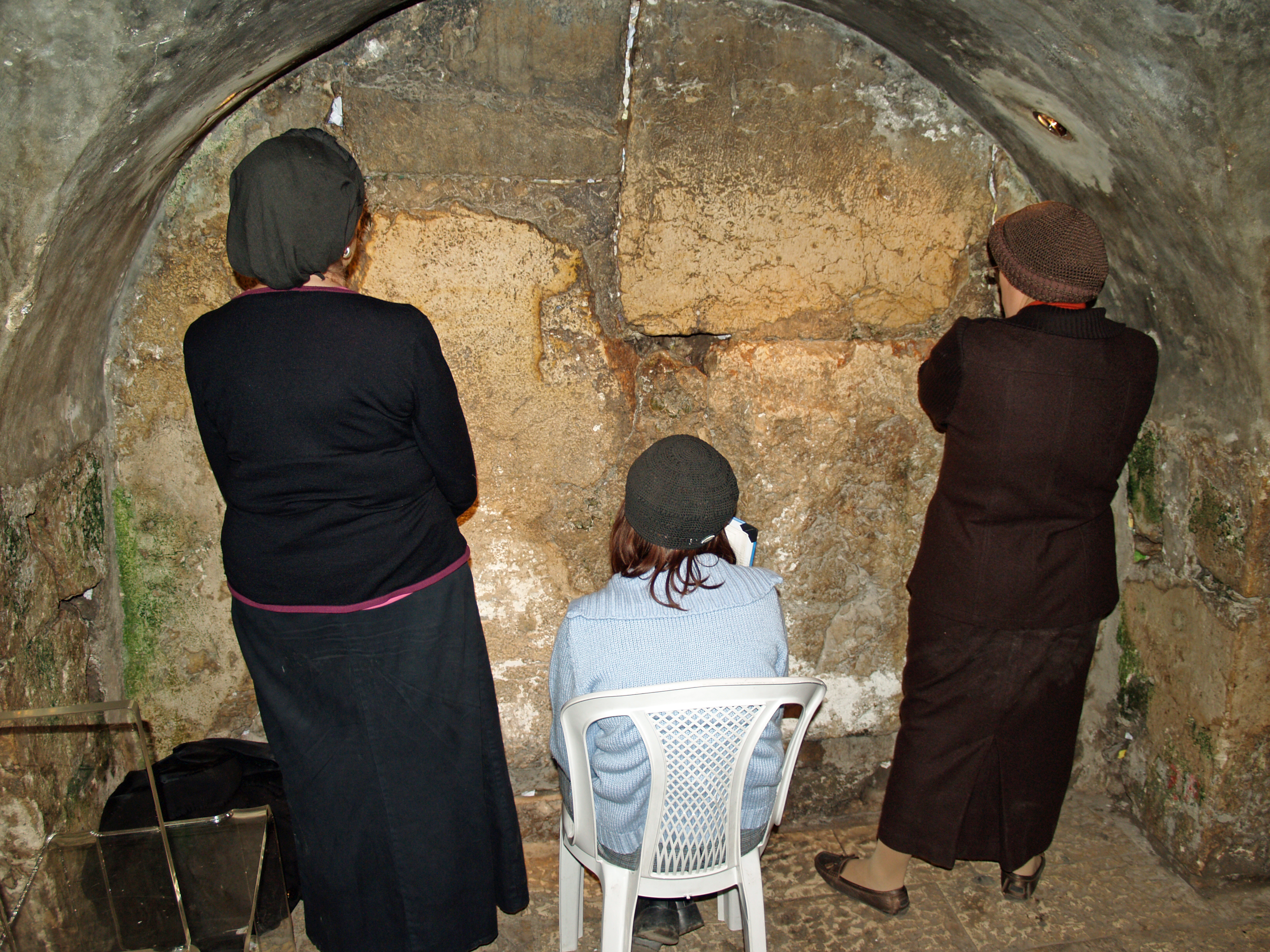
Ортодоксальные еврейские женщины, молящиеся в Иерусалимском Туннеле Западной стены — в месте, физически ближайшем к Святая святых.

Ещё одна древняя традиция — оставлять некрашеным участок внутренней стены напротив двери в свой, в воспоминание разрушения (зехер лехурбан) Храма и города Иерусалима.
Согласно еврейскому закону, в знак горя по Иерусалиму запрещено слушать музыку в какой бы то ни было форме, за исключением праздников и торжеств, таких как бракосочетание и инаугурация новых свитков Торы. Однако, этот запрет — хотя он и формализован в Шулхан Арух — в наши дни не соблюдается огромным большинством ортодоксальных евреев и даже харедим.

### Западная Стена в Иерусалиме

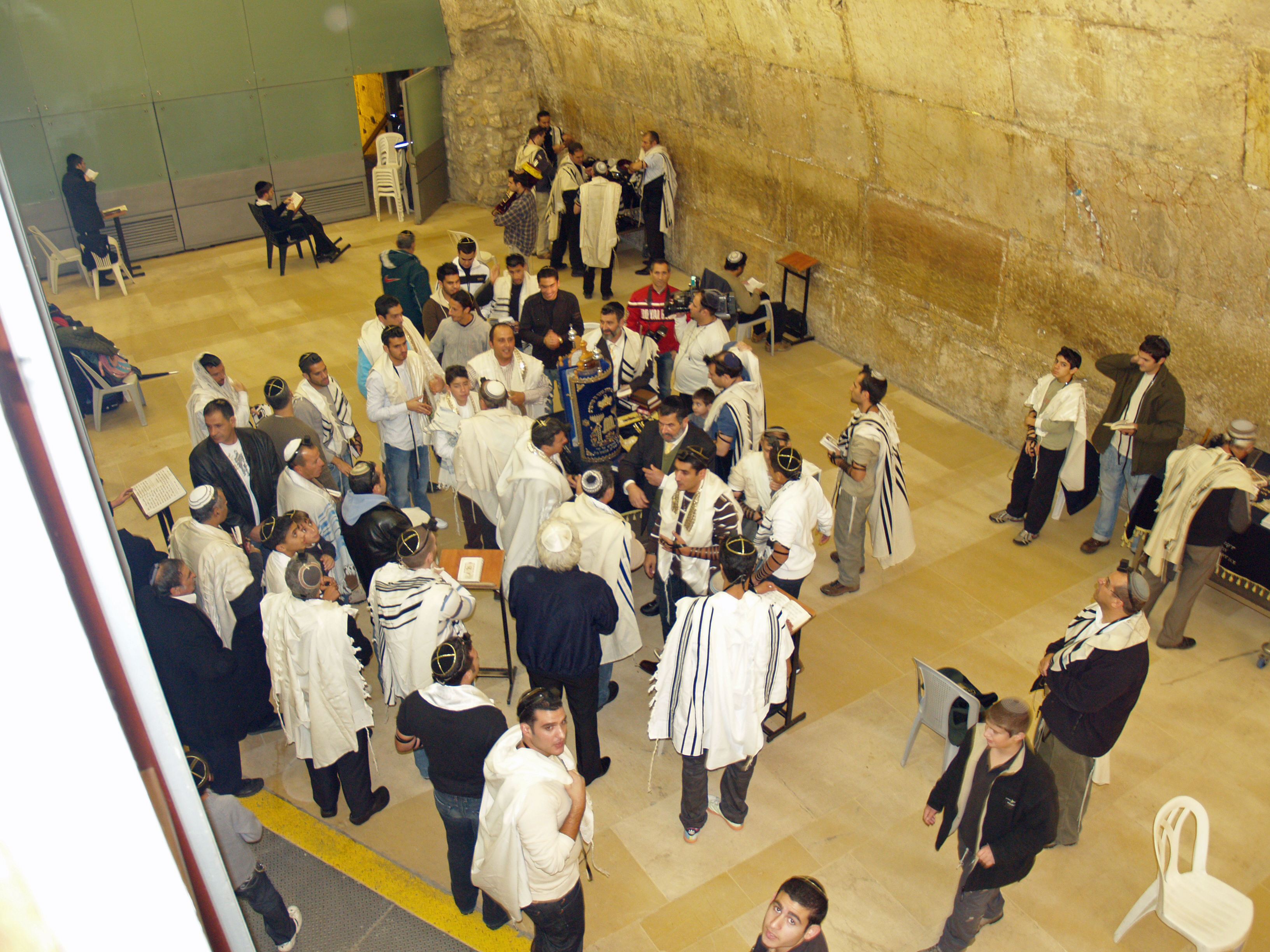
Празднование Бар Мицва в Туннеле Западной стены в Иерусалиме.

### Иерусалим и выдающиеся раввины
Талмуд упоминает, что раввинический лидер Иоханан бен Заккай (ок. 70 г. н. э.) настаивал на мирной сдаче, чтобы спасти Иерусалим от разрушения; однако он был проигнорирован, так как город был под контролем зелотов.
Ранним проявлением еврейского стремления «вернуться в Сион» является путешествие Иехуды Галеви, умершего приблизительно в 1140 г. Еврейская легенда повествует, что, подойдя к Иерусалиму, он, потрясённый видом Святого города, пропел прекраснейшую из своих элегий — прославленную сиониду Цион ха-ло Тиш’али, и что в это мгновение он был настигнут и убит арабом.
За ним последовал Моше бен Нахман, — Рамбан, — который в 1267 г. эмигрировал в Страну Израиля и прибыл на короткое время жить в Иерусалим. Он писал, что нашёл едва с десяток евреев, поскольку город был опустошён крестовыми походами; тем не менее, вместе они построили синагогу, — известную, как синагога Рамбана, — которая является старейшей из всё ещё существующих по сей день.
Как Элиягу бен Соломон, известный как Виленский гаон (умер в 1797 г.), так и Израиль бен Элиезер, известный как Бааль Шем Тов (умер в 1760 г.), отправляли, одну за другой, маленькие «волны» своих учеников, с соответствующими наказами, поселиться в Иерусалиме, тогда находившемся под турецким османским управлением. Последние создали еврейскую религиозную инфраструктуру, до сего дня остающуюся стержнем еврейского сообщества харедим в Иерусалиме, ныне руководимого Эда ХаХареидис.

### Иерусалим в современном Израиле
Иерусалим является местом нахождения большого числа крупнейших в мире ешив (талмудических и раввинических школ), и превратился в бесспорную столицу еврейской академической, религиозной и духовной жизни для большей части мирового еврейства. Примерами крупных ешив в Иерусалиме являются ешивы Мир и Бриск.
К крупным хасидским династиям, имеющим свои штаб-квартиры в Иерусалиме, относятся Толдос Ахарон, Толдос Аврохом Ицхок, Душинские, Гурская, Белзская, Брацлавская, Карлин-Столинская и Рахмастривская. Большинство этих групп насчитывают в диапазоне от около тысячи до десятков тысяч членов.

## Иерусалим в христианстве

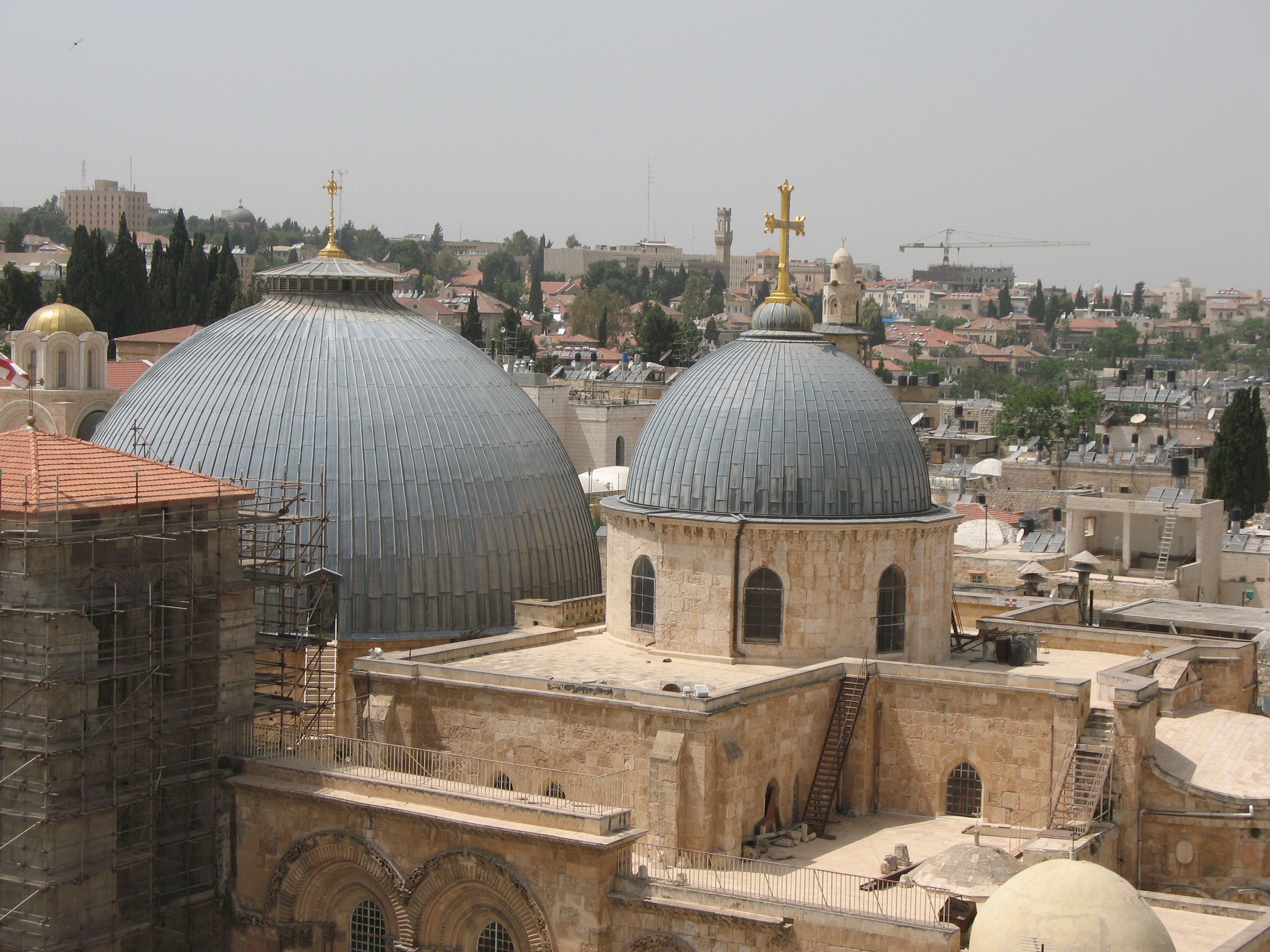
Храм Гроба Господня

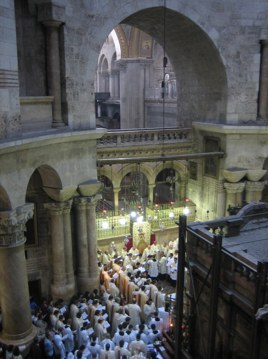
Храм Гроба Господня

Иерусалим считается главным священным городом христиан. Святость Иерусалима для христианства была зафиксирована ещё в Септуагинте, которую христиане восприняли в качестве своего собственного канона. Помимо его роли в Ветхом Завете, огромная важность Иерусалима для христиан определяется его значением для христианства первого века н. э., в период служения Иисуса и эпохи апостолов, как то зафиксировано в Новом Завете; а также его значением в жизни Иисуса.

### Иерусалим в Новом Завете и в период раннего христианства
Согласно Новому Завету, Иисус был привезен в Иерусалим вскоре после своего рождения, чтобы быть представленным в Храме (Лук. 2:22) и посетить праздники (Лук. 2:41). Согласно каноническим Евангелиям, Иисус проповедовал бедным и исцелял в Иерусалиме, в особенности в храмовом дворе. Иерусалимский историк Дан Мазар в серии статей в Jerusalem Christian Review описал археологические открытия, сделанные на этом участке его отцом, проф. Бенджамином Мазаром — в том числе, ведущие на возвышение ступени I века, на которых могли проповедовать Иисус и его ученики, а также миквы и крестильни, использовавшиеся как еврейскими, так и христианскими паломниками. Согласно Деяниям святых апостолов, события пятидесятницы также происходили на этом участке. Существует также рассказ об очищении Иисусом храма — изгнании разнообразных торговцев вон из священных пределов храмового двора (Мк. 11:15). Большая часть этой территории была также открыта в процессе раскопок, проводимых старшим Мазаром.

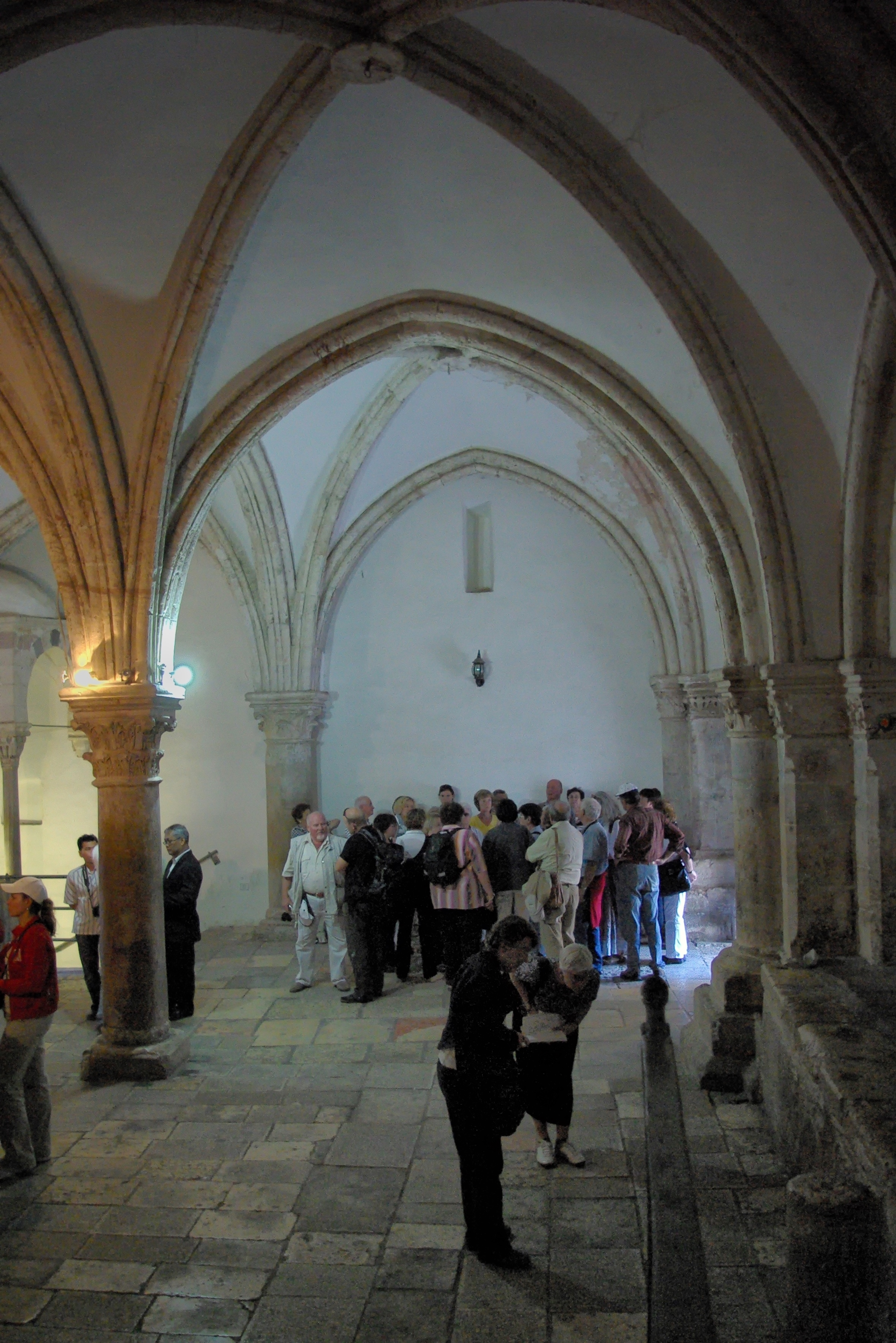
Сионская горница на горе Сион, как утверждается, являющаяся местом Тайной вечери и Пятидесятницы. Барджил Пикснер утверждает, что оригинальная Церковь Апостолов расположена под нынешней постройкой.

В конце каждого из Евангелий имеются описания Тайной вечери Иисуса в «сионской горнице» в Иерусалиме, его ареста в Гефсимании, суда над ним, распятия его на Голгофе и захоронения неподалёку, его воскресения, вознесения и пророчества о возвращении. Согласно традиции, местом Тайной вечери является Сионская горница, расположенная на втором этаже того же здания на горе Сион, на первом этаже которого находится могила царя Давида. Археолог Барджил Пикснер утверждает, что обнаружил три стены оригинальной постройки, сохранившиеся до сего дня. Место мучительной молитвы Иисуса и предательства — Гефсимания — вероятно, находится где-то возле Церкви Всех наций на Масличной горе. Суд Понтия Пилата над Иисусом мог иметь место в крепости Антония, к северу от территории Храма. Согласно распространённому мнению, внешняя мостовая, на которой вершился суд, находится под монастырём сестёр Сиона. Другие христиане верят, что Пилат судил Иисуса во дворце Ирода на горе Сион.

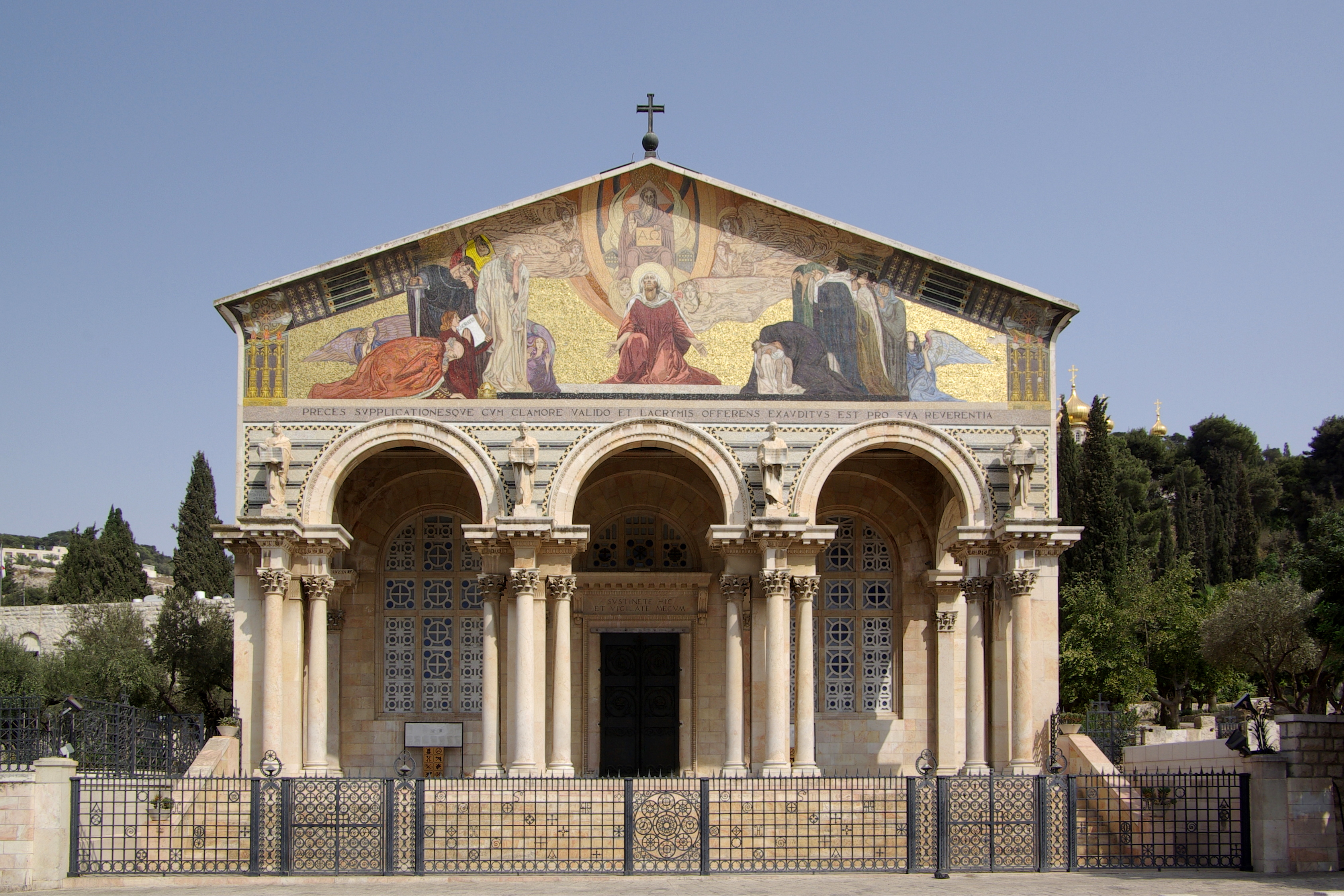
Церковь всех наций близ Масличной горы.

Главные из новозаветных событий — Распятие и Воскресение Господне; поэтому самым выдающимся христианским объектом в Иерусалиме является Голгофа («Лобное место») — место распятия Христа. Евангелие от Иоанна описывает её, как находящуюся вне Иерусалима. Недавние археологические свидетельства указывают, что Голгофа расположена недалеко от стен Старого города; однако традиционно одним из главных кандидатов на местоположение Голгофы и близлежащей гробницы Иисуса считается территория, ныне занимаемая Храмом Гроба Господня — возможно, самое святое место для христиан, и место их паломничества. Оригинальная церковь была построена Константином I в 336 г. Виа Долороза, или Страстной путь, традиционно считается путём Христа на Голгофу и также является важным объектом паломничества; путь заканчивается в Храме Гроба Господня. Популярным местом паломничества является и Садовая могила возле Дамасских ворот. Чарльзом Джорджем Гордоном было высказано мнение, что именно это место, а не Храм Гроба Господня, является истинным местом нахождения Голгофы.

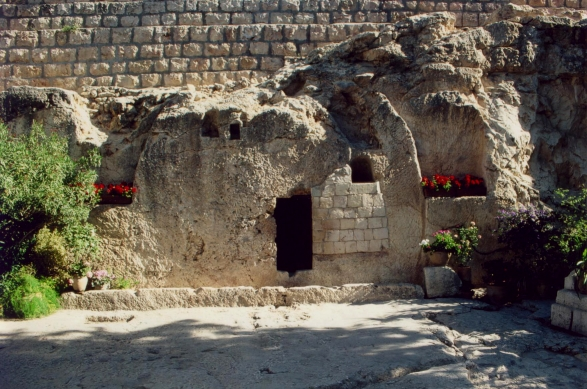
Садовая могила в Иерусалиме — новое святое место, установленное британскими протестантами в XIX веке.

Деяния святых апостолов и Послания Павла указывают на Иакова Праведного, брата Иисуса, как на лидера ранней иерусалимской церкви. Он и его преемники были центром притяжения иудеев-христиан вплоть до разрушения города императором Адрианом в 135 году. Изгнание евреев из нового города Элия Капитолина привело к назначению епископов из числа не-евреев, под контролем архиепископов Кесарии и, в итоге, Патриарха Антиохии. Общая значимость Иерусалима для христиан вне Святой земли пережила период упадка во времена преследований христиан в Римской империи, но вновь возродилась около 325 г., когда император Константин I и его мать Елена одарили Иерусалим церквями и святилищами, сделав его первостепенным центром христианского паломничества. Согласно церковному историку Сократу Константинопольскому), Елена (оставшаяся в памяти, как святой покровитель археологов) утверждала, что с помощью епископа Макария I Иерусалимского нашла Крест Христа, разобрав храм Венеры, построенный поверх соответствующего участка местности. В 325 г. Иерусалим был особо упомянут в VII Каноне Никеи, даже не став ещё столичной епархией.

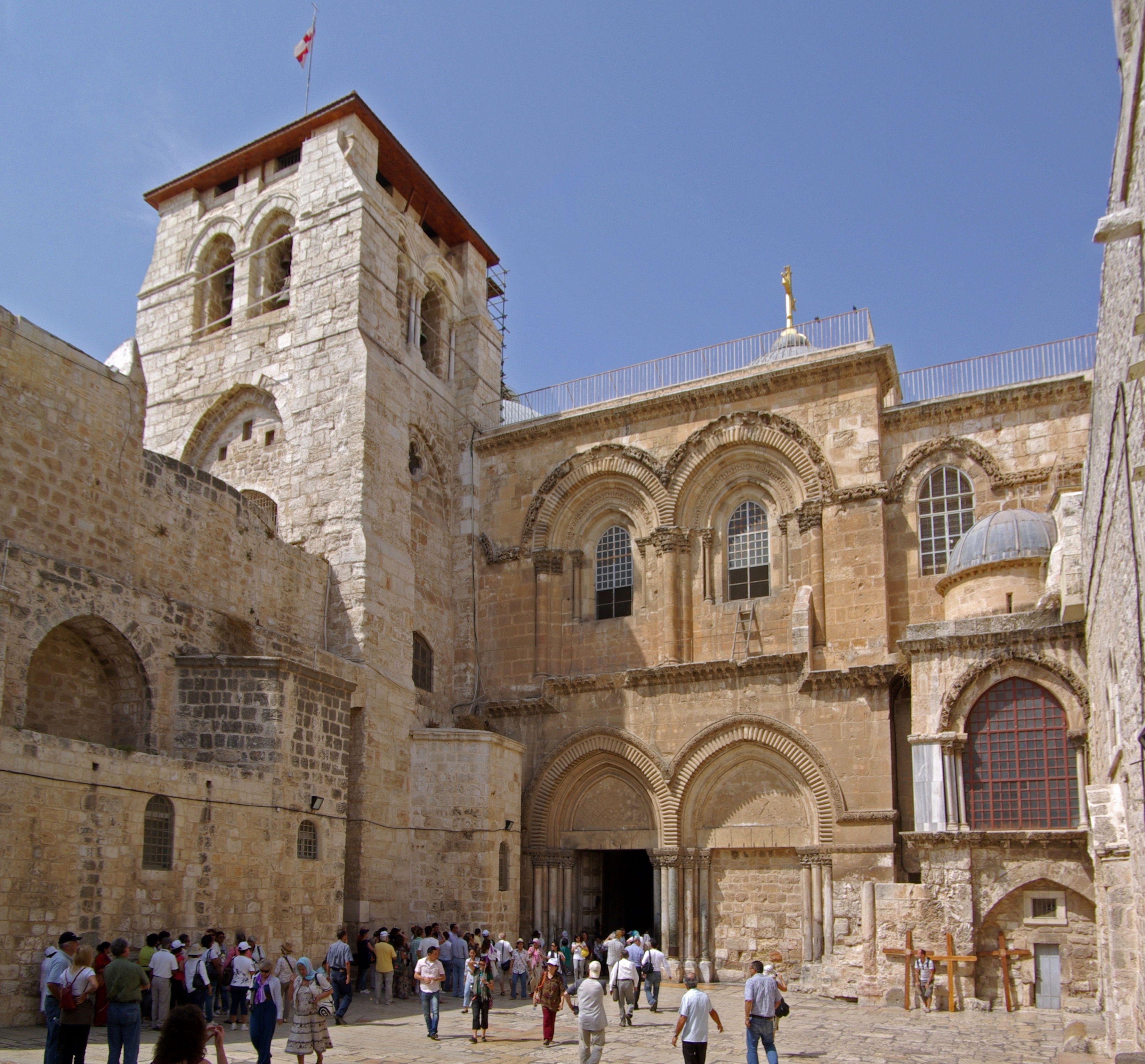
Главный вход в Храм Гроба Господня

В середине IV века в Иерусалиме началась византийская эпоха правления, длившаяся до VII века. В этот период было построено большое количество кафедральных соборов, храмов и монастырей по всему округу города Иерусалима. Были открыты теологические кафедры, семинарии и иконописные школы в самом святом для христиан городе. В частности, именно тогда было воздвигнуто первое комплексное архитектурное сооружение вокруг погребальной пещеры Гроба Господнего, Голгофы, Камня Помазания и вдоль всей улицы Виа Долороза. Тогда весь этот комплекс назывался «Святые сады». На каждом святом месте было воздвигнуто по храму, монастырю или часовне. Так, были воздвигнуты монастыри в честь первых христианских мучеников и святых Ветхого Завета: пророка Илии, пророка Иоанна Крестителя, св. Анны, св. Харлампия, св. Стефана, св. Иакова, монастырь Успения Богородицы, монастырь святых Константина и Елены, монастырь Честного Креста, и многих других. Также был построен комплексный монастырь «Святой Софии» на Храмовой горе, где находился разрушенный Иерусалимский храм.

### Последующие периоды

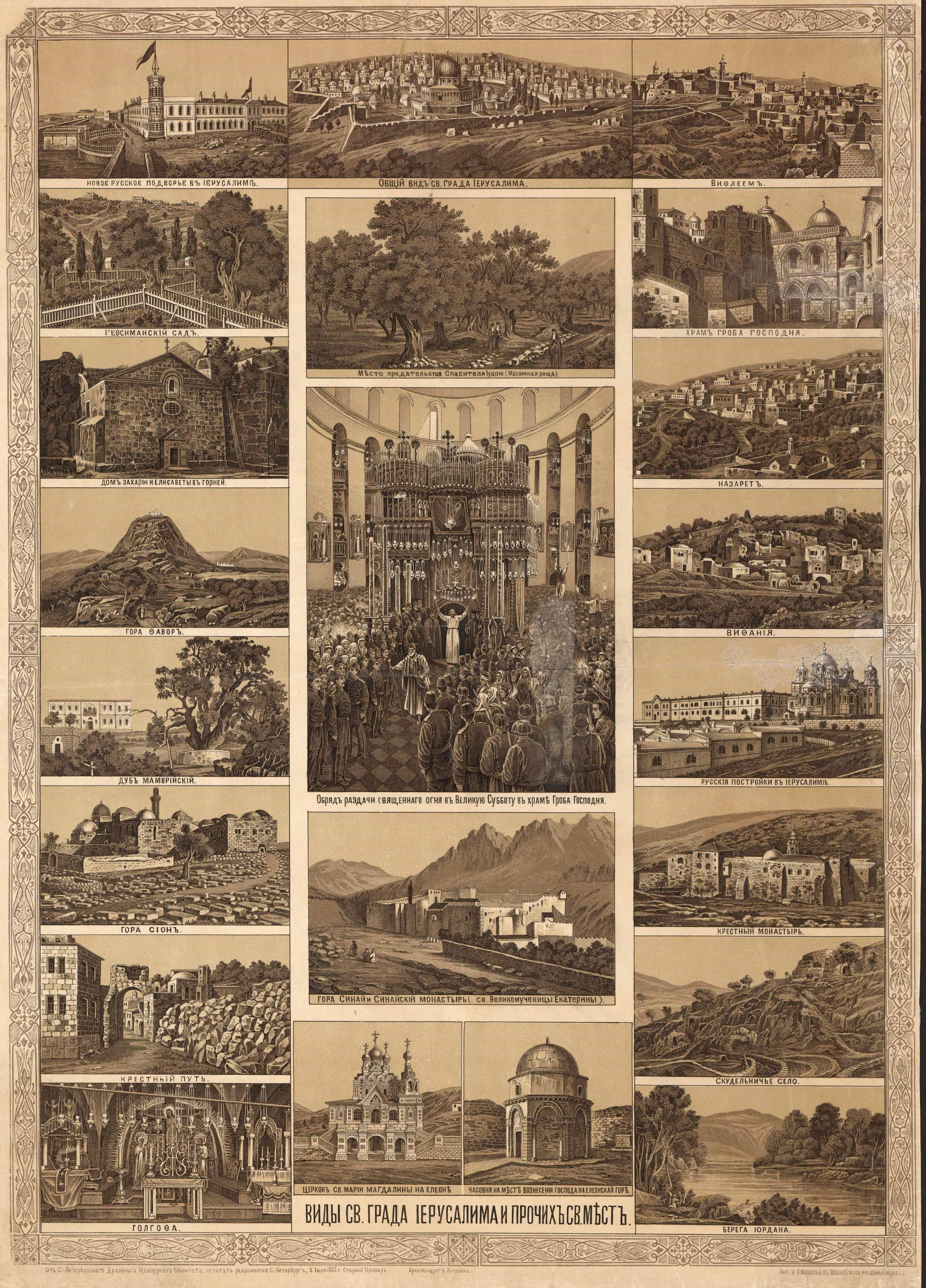
Виды Св. града Иерусалима и прочих Св. мест.(русский лубок 1902 г.)

В средние века христиане считали, что Иерусалим является центром мира (латинское umbilicus mundi, греческое Omphalos); именно так город представлялся на так называемых картах Т-О. В византийских гимнах говорится о Кресте, «растущем из центра земли», а образные решения привязаны к концепции смерти и воскресения Иисуса, как направленных во благо всего человечества. На средневековых картах Европы восток («ориент») — Иерусалим — обычно помещался наверху; именно такое расположение привело к использованию термина «ориентировать», что значит «соотносить карту с фактическим направлением по компасу». Небесный Иерусалим является центром видения, описанного в конце Откровения Иоанна Богослова: Совершенный Город, в котором Бог живёт среди своего народа.
С 1099 по 1187, а также с 1229 по 1244 гг. Иерусалимом владели европейские крестоносцы. Именно они построили в Старом городе большинство церквей и храмов и значительно перестроили уже имевшиеся в тех местах, которые связаны с библейскими событиями.
В 1173 году в Иерусалиме умерла Ефросинья Полоцкая. После канонизации она стала считаться покровительницей Полоцка, а позднее и всей Белоруссии.
В Иерусалиме похоронен Шота Руставели.
Отказ Османской империи предоставить России право распоряжаться христианскими храмами в Иерусалиме и Вифлееме послужил поводом к Крымской войне.
Название города повторяется в названиях многих русских церквей и монастырей (Воскресенский Ново-Иерусалимский мужской монастырь и т. д.).
В Иерусалиме представлены множество христианских церквей: католическая, греко-православная, армянская, русская православная, сирийская, эфиопская, маронитская католическая, и другие. Традиционными католическими хранителями святых мест являются францисканцы. На 2009 год, по данным иерусалимского института изучения Израиля, из 14 тысяч христиан города, 2.6 тысяч — духовенство и монахи.

### Иерусалим как аллегория церкви
В христианстве Иерусалим иногда интерпретируется как аллегория или тип Церкви Христовой. Существует колоссальная апокалиптическая традиция, фокусирующаяся на Небесном Иерусалиме вместо фактического и исторического города. Христиане не контролировали реальный город со времён Крестовых походов (за исключением короткого периода сразу же после битвы за Иерусалим) и полагались в основном на библейские символы и метафоры, описывающие Церковь, как если бы она была истинным живым Иерусалимом. Эта точка зрения заметным образом отстаивается в «О Граде Божьем» Августина, популярной христианской книге V века, которая была написана в период падения Западной Римской империи.

## Иерусалим в исламе
| «               | «Выше всего и вся Тот, Кто перенес раба Своего ночью из священной мечети в мечеть отдаленную, вокруг которой присутствует Божественная благодать». | » |
| — аль-Исра 17:1 | |   |

| «                                                       | «Не следует отправляться в путь (никуда), если не считать трёх мечетей: Заповедной Мечети, мечети посланника и Отдалённейшей мечети». | » |
| — Рассказано по Абу Хурайра, спутнику пророка Мухаммада | |   |

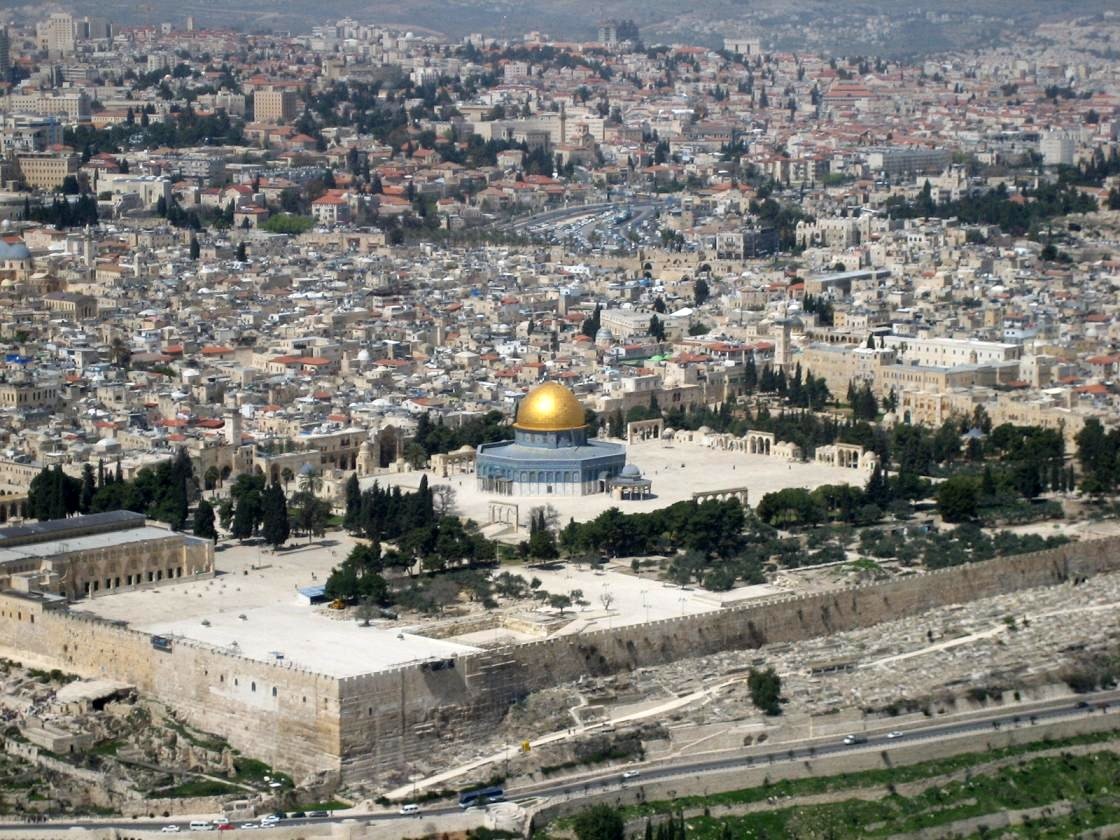
Храмовая гора

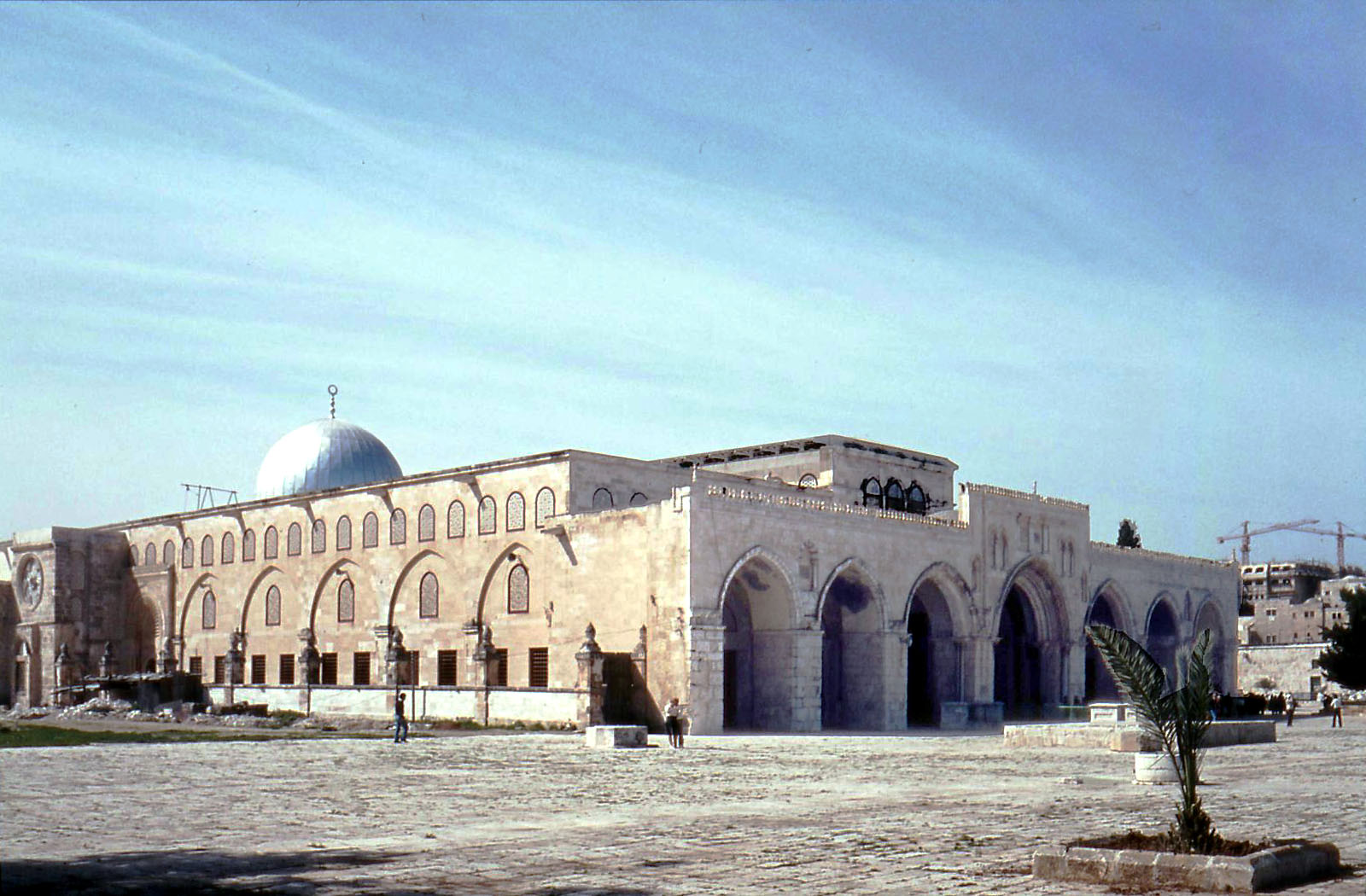
Мечеть аль-Акса

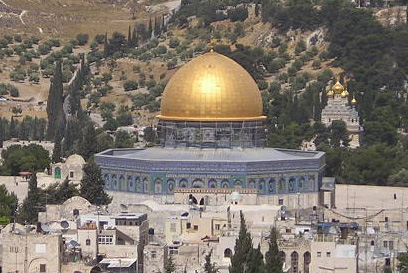
Купол Скалы

Мусульманами Иерусалим был завоеван в 638 году. Для суннитского ислама Иерусалим является третьим по святости городом, после Мекки и Медины.
Часть значимости Иерусалима и его святости для мусульман происходит от его тесной связи с Авраамом, Давидом, Соломоном и Иисусом. Они считаются предшествующими пророками ислама, и их истории упоминаются в Коране. Благодаря этой значимости, в 610 г. н. э. Иерусалим стал первой киблой ислама, — объектом, в направлении которого надлежало совершать мусульманскую молитву (салат). Пока мусульмане находились в Мекке, а также на протяжении 17-18 месяцев в Медине, они молились в направлении Иерусалима. (В 625 г. место киблы навечно заняла Кааба в Мекке). Первые мечети в Медине были построены обращёнными к Иерусалиму. Исламский пророк Мухаммад предписал Иерусалим, как место паломничества. После Мухаммада, многие из его спутников жили в Иерусалиме, и после своей смерти были там похоронены.
Однако, непреходящее место, занимаемое городом в исламе, связано, главным образом, с историей ночного вознесения Мухаммада (ок. 620 г. н. э.). Мусульмане верят, что однажды ночью Мухаммад был разбужен и чудесным образом перенесен на волшебном скакуне Бураке из Мекки к «возвышенности на краю (الاقصى)» — описание, в котором некоторые толкователи Корана видят Храмовую гору в Иерусалиме. По их толкованию, там он молился, а затем над местоположением разрушенного иерусалимского Храма разверзлись небеса и открылся путь, которым он вознёсся в рай. Там он встречается с предшествующими пророками Ислама (в частности, Авраамом, Моисеем и Иисусом). Этот путь привёл Мухаммада к трону Бога, однако ни ему, ни сопровождавшему его ангелу Джабраилу (Гавриилу) не было дозволено вступить в запредельные области. И хотя непосредственно в Коране название «Иерусалим» не упоминается, — равно как и его арабская версия «Аль Кудс», — исламские тафсиры (комментарии) интерпретируют первый аят суры Аль-Исра и двадцать первый аят суры Аль-Маида, как описание Иерусалима. Мечеть аль-Акса («отдалённейшая мечеть»), определяемая первым аятом суры Аль-Исра, как конечный пункт путешествия Мухаммада, толкуется, как Храмовая гора в Иерусалиме. В 21 аяте суры Аль-Маида говорится о священной земле для евреев, фактически утверждая, что Иерусалим предписан Аллахом народу Мусы:

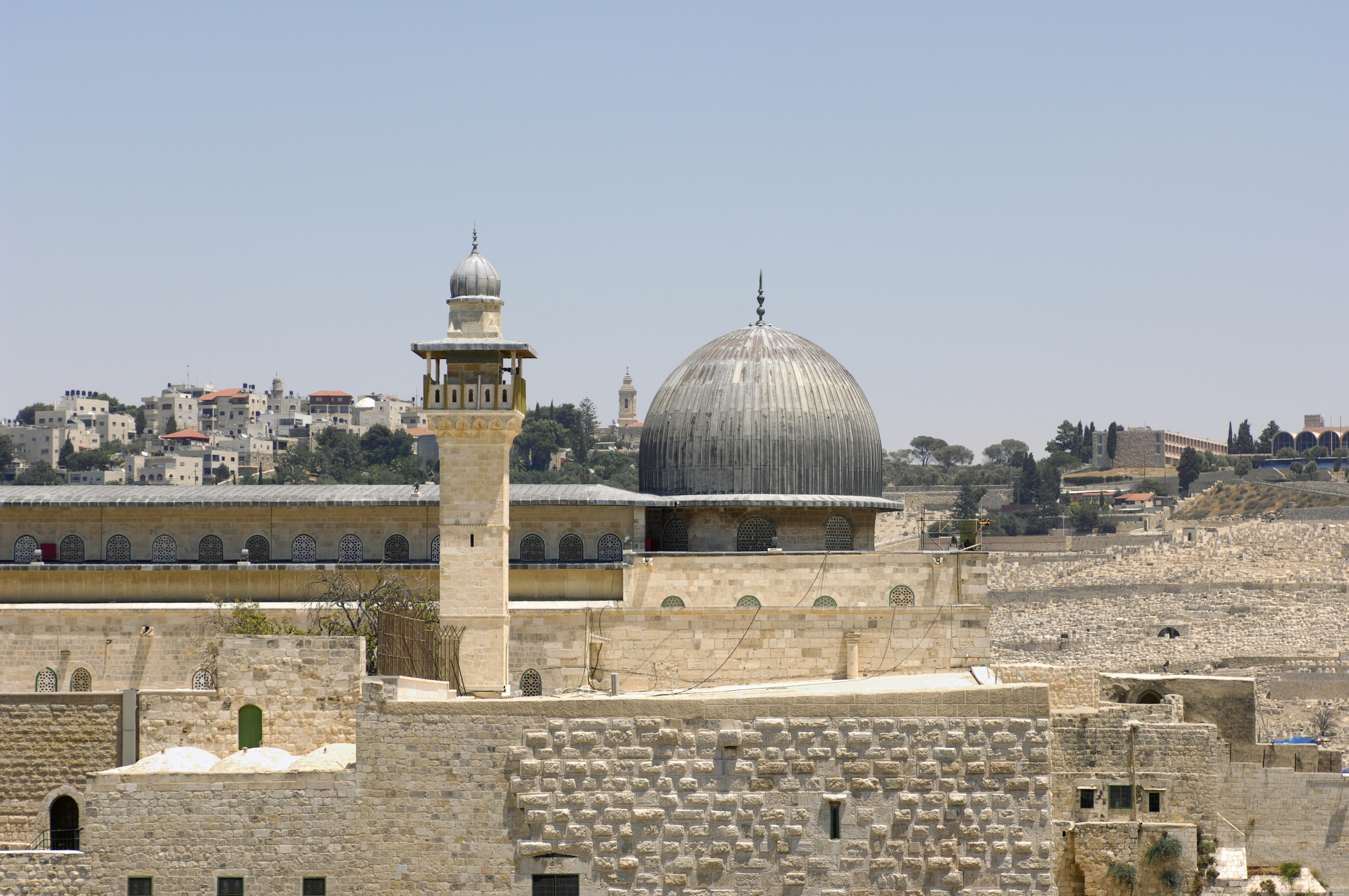
Мечеть аль-Акса

О мой народ! Ступите на священную землю, которую Аллах предписал вам, и не обращайтесь вспять, а не то вернетесь потерпевшими убыток.
 Это также следует из тафсира к этой суре, написанного Абдуррахманом ибн-Насир ас-Саадом:
Аллах оказал Мусе и его народу милость, когда спас их от Фараона и египтян. Аллах спас их из плена и рабства, после чего израильтяне отправились на свою родину, в свои родные дома. Это был Иерусалим и его окрестности…
Кроме того, Иерусалим упоминается во множестве хадисов — записанных изречений пророка Мухаммада — называющих его местом нахождения мечети аль-Акса.
Рассказано Джабиром бин 'Абдуллой: « он слышал, как посланник Аллаха, да благословит его Аллах и приветствует, сказал: „После того как курайшиты объявили мои слова ложью (то есть рассказ о моём ночном путешествии), я встал в аль-Хиджре и Аллах показал мне Иерусалим, а я начал описывать им приметы (города), рассматривая его.“ Сахих аль-Бухари: № 3886.
Сегодня Храмовую гору венчают священные для мусульман объекты:
- Мечеть Аль-Акса, название которой произведено от наименования, упомянутого в Коране — историческое сооружение ислама, предназначенное для ознаменования этого события. Третья по святости для суннитского ислама мечеть, после мечетей аль-Харам в Мекке и ан-Набави в Медине[57].
- Место, на котором стоял Храм и с которого, по верованиям мусульман, Мухаммад вознёсся на небеса и получил от Аллаха пять столпов ислама, которые по-прежнему используются до сих пор[58]. Абд-аль-Малик отметил это место исламским святилищем Куполом Скалы, впоследствии приобретшем религиозное значение, как „женская“ мечеть[59].

### Доступ к святым местам
Кроме полного отказа евреям в доступе к их святым местам, политика ограничений, налагаемых Иорданией на христиан в период оккупации ею города привела к тому, что «их число уменьшилось с 25 тысяч человек в 1949 году до менее чем 13 тысяч в июне 1967 г.». Ситуация полностью изменилась после Шестидневной войны. Согласно бывшему президенту США Джимми Картеру, нет «никакого сомнения, в том, что Израиль предоставил более широкий доступ к святым местам, чем это было в период контроля Иордании. Сегодня обеспечивается беспрепятственный доступ к этим местам. В 1948—1967 годах этого не было». Подобного мнения придерживаются и другие источники, включая и мусульманские.